# Attentat de Hofuf
L'attentat a eu lieu le 29 janvier 2016 à Hofuf Mahasen, une ville de la province d'Ach-Charqiya à l'est de l'Arabie saoudite. L'attaque a fait au moins 4 morts et 18 autres ont été blessés,,,,.